# Trieenia taylorii
Trieenia taylorii är en flenörtsväxtart som beskrevs av O.M. Hilliard. Trieenia taylorii ingår i släktet Trieenia och familjen flenörtsväxter. Inga underarter finns listade i Catalogue of Life.